# وان در والس (دهانه)
وان در والس یک دهانه برخوردی در ماه‌ است.